# Scott AFB
Scott AFB es un lugar designado por el censo ubicado en el condado de St. Clair en el estado estadounidense de Illinois. En el Censo de 2010 tenía una población de 3612 habitantes y una densidad poblacional de 321,19 personas por km².

## Geografía
Scott AFB se encuentra ubicado en las coordenadas 38°32′35″N 89°51′8″O / 38.54306, -89.85222. Según la Oficina del Censo de los Estados Unidos, Scott AFB tiene una superficie total de 11.25 km², de la cual 11.17 km² corresponden a tierra firme y (0.64%) 0.07 km² es agua.

## Demografía
Según el censo de 2010, había 3612 personas residiendo en Scott AFB. La densidad de población era de 321,19 hab./km². De los 3612 habitantes, Scott AFB estaba compuesto por el 74.28% blancos, el 15.34% eran afroamericanos, el 0.17% eran amerindios, el 2.35% eran asiáticos, el 0.39% eran isleños del Pacífico, el 1.97% eran de otras razas y el 5.51% pertenecían a dos o más razas. Del total de la población el 8.86% eran hispanos o latinos de cualquier raza.